# Augusto Batalla
Augusto Martín Batalla Barga (Hurlingham, 30 april 1996) is een Argentijns voetballer die dienstdoet als doelman. Hij stroomde in 2016 door vanuit de jeugd van River Plate.

## Carrière
Batalla werd op zijn vijfde opgenomen in de jeugdopleiding van River Plate. Hiervoor debuteerde hij op 3 april 2016 in het eerste elftal, tijdens een competitiewedstrijd uit bij Patronato. Hij volgde in het seizoen 2016/17 de vertrokken Marcelo Barovero op als eerste doelman. Batalla won in augustus 2016 de Recopa Sudamericana met River Plate, na een dubbele ontmoeting met Santa Fe. Hij debuteerde in maart 2017 in de Copa Libertadores. Hierna werd hij verhuurd aan verschillende clubs in Argentinië, Chili en Spanje.

## Clubstatistieken
| Seizoen | Club              | Competitie       | Competitie | Competitie | Beker | Beker | Internationaal | Internationaal | Totaal | Totaal |
| Seizoen | Club              | Competitie       | Wed.       | Dlp.       | Wed.  | Dlp.  | Wed.           | Dlp.           | Wed.   | Dlp.   |
| ------- | ----------------- | ---------------- | ---------- | ---------- | ----- | ----- | -------------- | -------------- | ------ | ------ |
| 2016    | River Plate       | Primera División | 4          | 0          | 6     | 0     | 0              | 0              | 10     | 0      |
| 2016/17 | River Plate       | Primera División | 29         | 0          | 0     | 0     | 6              | 0              | 35     | 0      |
| 2017/18 | River Plate       | Primera División | 3          | 0          | 0     | 0     | 0              | 0              | 3      | 0      |
| 2017/18 | → Tucumán         | Primera División | 13         | 0          | 0     | 0     | 5              | 0              | 18     | 0      |
| 2018/19 | → Tigre           | Primera División | 10         | 0          | 0     | 0     | 0              | 0              | 10     | 0      |
| 2018/19 | → Unión La Calera | Primera División | 13         | 0          | 3     | 0     | 0              | 0              | 16     | 0      |
| Totaal  | Totaal            | Totaal           | 72         | 0          | 9     | 0     | 11             | 0              | 92     | 0      |

Bijgewerkt t/m 24 mei 2019

## Interlandcarrière
Batalla werd in 2013 Zuid-Amerikaans kampioen –17 met Argentinië –17. Hij won in 2015 met Argentinië –20 ook het Zuid-Amerikaans kampioenschap –20. Met diezelfde selectie nam hij later dat jaar deel aan het WK –20 in Nieuw-Zeeland. Zijn ploeggenoten en hij kwamen hierop niet door de groepsfase.

## Erelijst
| Competitie                   | Aantal      | Jaren       |             |             |
| River Plate                  | River Plate | River Plate | River Plate | River Plate |
| ---------------------------- | ----------- | ----------- | ----------- | ----------- |
| Recopa Sudamericana          | 1x          | 2016        |             |             |
| Copa Argentina               | 1x          | 2016        |             |             |
| Argentinië –20               |             |             |             |             |
| Zuid-Amerikaans kampioen –20 | 1x          | 2015        |             |             |
| Argentinië –17               |             |             |             |             |
| Zuid-Amerikaans kampioen –17 | 1x          | 2013        |             |             |

1 Cárdenas ·
2 Rațiu ·
3 Chavarría ·
4 Díaz ·
5 Aridane ·
6 Ciss ·
7 Isi ·
8 Trejo  ·
9 De Tomás ·
10 James ·
11 Nteka ·
12 Guardiola ·
13 Batalla ·
14 Camello ·
15 Gumbau ·
16 Mumin ·
17 U. López ·
18 Á. García ·
19 de Frutos ·
20 Balliu ·
21 Embarba ·
22 Espino ·
23 Valentín ·
24 Lejeune ·
25 Montiel ·
27 Pelayo ·
29 Méndez ·
Coach: Pérez
· Assistent-coach: Adrián